# Weltmeisterschaft im Skibergsteigen
|  | Dieser Artikel / Abschnitt wurde aufgrund von inhaltlichen oder formalen Mängeln auf der Qualitätsverbesserungsseite des Portals Berge und Gebirge eingetragen, dort werden sich erfahrene Autoren seiner annehmen. Bitte hilf mit, den Artikel zu verbessern, und beteilige dich an der Diskussion! Mängel: Portal Diskussion:Berge und Gebirge#Skibergsteigen --тнояsтеn ⇔ 14:57, 9. Mär. 2015 (CET) |

Die Weltmeisterschaften im Skibergsteigen (englisch World Championships of Skimountaineering, französisch Championnats du Monde de Ski de Montagne) sind Weltmeisterschaften im Wettkampfskibergsteigen.

## Geschichte
Die offizielle Weltmeisterschaft wurde erstmals vom International Council for Ski Mountaineering Competitions (ICSM) im von den Vereinten Nationen zum „Internationalen Jahr der Berge“ 2002 ausgetragen. Sie fand vom 24. bis 27. Januar 2002 im französischen Serre Chevalier statt und wird seitdem im Zweijahresrhythmus mit Unterstützung der jeweiligen nationalen Organisationen organisiert. Teilgenommen haben 2002 über 230 Sportler aus 22 Nationen und drei Kontinenten. Zuvor wurde bereits 1975 die Trofeo Mezzalama als „Weltmeisterschaft im Skibergsteigen“ ausgetragen, damals in den Klassen „Zivilisten“, „Soldaten“ und „Bergführer“. Weitere Austragungsorte der von der ICSM organisierten Weltmeisterschaften waren 2004 das Val d’Aran in Spanien, 2006 in der italienischen Provinz Cuneo und 2008 im schweizerischen Portes du Soleil. Die fünfte Weltmeisterschaft fand 2010 in der Region Gran Valira, Andorra, und die VI. Weltmeisterschaft in Claut, Italien statt. Ursprünglich hätte die Weltmeisterschaft 2012 in Schladming stattfinden sollen, wurde aber aufgrund fehlender Förderung abgesagt, ein Jahr vorverlegt und in Claut ausgetragen.
Die Wettbewerbe in den Einzeldisziplinen finden im Durchführungszeitraum nahezu täglich statt. Einige Teilnehmer starten bei mehreren Veranstaltungen. Da die Nationalkader meist über sehr gute Nachwuchssportler verfügen, nehmen an den Einzel-, Staffel- und Teamläufen der „Senioren“ regelmäßig Skibergersteiger der Altersklasse „Espoirs“ (Nachwuchs) teil.

## Wertungen
Gewertet werden die Disziplinen getrennt nach Geschlecht und Altersklasse. Bei der I. Weltmeisterschaft gab es zunächst nur Einzel- und Teamläufe, ferner erfolgte die Kombinationswertung Einzel und Team. An den Teamläufen nehmen nationale Zweierteams teil. 2004 kam ein Staffellauf hinzu und die Weltmeisterschaft im Vertical Race. Die Staffelmannschaften bestanden 2004 bei den Männern bereits aus vier Skibergsteigern, bei den Damen noch aus drei Skibergsteigerinnen. Bei den späteren Weltmeisterschaften bestanden alle Staffelteams der Senioren aus vier Mitgliedern. Im Jahr 2006 konnte auf Grund der Schneeverhältnisse kein Einzelrennen ausgetragen werden; in Folge gab es keine Kombinationswertung bei der III. Weltmeisterschaft. Bei der IV. Weltmeisterschaft wurden erstmals auch Wertungen in der sogenannten Langen Distanz vorgenommen, welche aber wieder aus dem Programm genommen und durch den Sprint ersetzt wurde. Nicht alle teilnehmenden Nationen verfügen über eine ausreichende Anzahl an Athleten im Nationalkader, um an allen Wettbewerben teilnehmen zu können.

## Siegernationen und Disziplinen
Übersicht der jeweils besten drei Nationen nach Punktwertungen
| Nr. | Jahr | Austragungsort              | 1.  | 2.  | 3.  | Disziplinen | Disziplinen | Disziplinen | Disziplinen | Disziplinen | Disziplinen | Disziplinen | Disziplinen |
| --- | ---- | --------------------------- | --- | --- | --- | ----------- | ----------- | ----------- | ----------- | ----------- | ----------- | ----------- | ----------- |
| Nr. | Jahr | Austragungsort              | 1.  | 2.  | 3.  | Einzel      | Team        | Komb.       | Staffel     | Vert. Race  | Langd.      | Sprint      | Jugend      |
| 1   | 2002 | Serre Chevalier, Frankreich | FRA | ITA | SUI | X           | X           | X           | –           | –           | –           | -           | -           |
| 2   | 2004 | Val d’Aran, Spanien         | SUI | ITA | FRA | X           | X           | X           | X           | X           | –           | -           | -           |
| 3   | 2006 | Provinz Cuneo, Italien      | ITA | SUI | FRA | –           | X           | –           | X           | X           | –           | -           | -           |
| 4   | 2008 | Champéry, Schweiz           | ITA | FRA | SUI | X           | X           | X           | X           | X           | X           | -           | -           |
| 5   | 2010 | Canillo, Andorra            | ITA | FRA | SUI | X           | X           | –           | X           | X           | –           | -           | X           |
| 6   | 2011 | Claut, Italien              | FRA | SUI | ITA | X           | X           | –           | –           | X           | –           | X           | X           |
| 7   | 2013 | Pelvoux, Frankreich         | ITA | FRA | SUI | X           | X           | X           | X           | X           | –           | X           | X           |
| 8   | 2015 | Verbier, Schweiz            | ITA | FRA | SUI | X           | X           | X           | X           | X           | –           |             |             |
| 9   | 2017 | Tambre-Piancavallo, Italien | ITA | SUI | FRA | X           | X           | X           | X           | X           | –           |             |             |
| 10  | 2019 | Villars-sur-Ollon, Schweiz  | SUI | ITA | FRA | X           | X           | X           | X           | X           | –           |             |             |
| 11  | 2021 | Arinsal, Andorra            | ITA | SUI | FRA | X           | X           | X           | X           | X           | –           |             |             |
| 12  | 2023 | Boí Taüll Resort, Spanien   | FRA | SUI | ITA | X           | X           | –           | X           | X           | –           |             |             |
| 13  | 2025 | Morgins, Schweiz            |     |     |     |             |             |             |             |             |             |             |             |